# Eóganan mac Óengusa
Eóganan mac Óengusa (en gaèlic), o Uuen mac Unuist (en picte), va ser rei dels pictes de Fortriu (837 - 839) i dels escots de Dál Riata (826 - 839) (?).
Uuen era el fill d'Onuist II (Uurguist o Wrguist), o en gaèlic Óengus II mac Fergusa, mort el 834. Va succeir al seu cosí Drest mac Caustantín com a rei dels pictes el 836 o 837. L'única notícia d'Uuen és als Annals irlandesos i ens informa només de la seva mort, juntament amb la del seu germà Bran i "Áed mac Boanta, i altres gairebé innombrables" en una batalla que els homes de Fortriu van lliurar contra els vikings el 839. Aquesta derrota sembla que va aturar el domini dels descendents d'Onuist I sobre la terra dels pictes durant un segle. També apareix a la Crònica picta, que li atribueix tres anys de regnat.
Si bé el registre a les fonts és limitat, hi ha altres tradicions relacionades amb Uuen. Surt a la llegenda de la fundació de Saint Andrews com un dels fills d'Onuist que es va trobar amb sant Regulus a Forteviot quan el sant suposadament va portar les relíquies de Sant Andreu a Escòcia. Juntament amb el seu oncle Caustantín, Uuen sembla haver estat patró dels monestirs de Northúmbria, ja que se l'anomena al Liber Vitae Dunelmensis, datat al voltant del 840 i que conté una llista d'aquells per als qui es deien oracions.
Uuen, el seu pare, el seu oncle i el seu cosí Domnall apareixen en el Duan Albanach. La seva inclusió en aquesta font és deguda a la importància que tenien en les tradicions sobre la fundació de Dunkeld i Saint Andrews.